# Johann Knahl
Johann Knahl (17. října 1914 – ?) byl československý sjezdař.

## Lyžařská kariéra
Na IV. ZOH v Garmisch-Partenkirchen 1936 skončil v alpském lyžování v kombinaci na 21. místě.